# Koalabjørne
Koalabjørne er en dansk dokumentarfilm fra 1954, der er instrueret af Hakon Mielche.

## Handling
Koala-bjørnen lever i Australien. Den kryber med sindige bevægelser rundt i træerne og bærer sine unger på ryggen. Den lever udelukkende af blade fra eukalyptustræerne.